# Краљевина Аланија
Краљевина Аланија је била средњовековна аланска држава на Кавказу. Настала је у 8—9. веку и постојала је до монголске инвазије у 13. веку. Престоница Аланије био је град Магас.

## Историја
Алани који су живели на Кавказу били су једно од племена Сармата. Хунска инвазија је Алане поделила на два дела, од којих је један кренуо у сеобу на запад и стигао до западне Европе и северне Африке. Други део Алана, који је остао на Кавказу формирао је Краљевину Аланију.
У 10. веку, владар Аланије прима хришћанство, под утицајем Византије, али је велики део аланског народа и даље остао у паганизму. У 13. веку, Аланију су освојили Монголи. Алани су се из својих утврђених и скривених упоришта срчано бранили од њихових напада. Отпор је потрајао неколико десетлећа и Алани су били коначно покорени тек 1277/8. године, када је Менгке-Темур заузео њихову главну тврђаву Дедјаков (вероватно Вјерхњи Џулат у данашњој Северној Осетији). Потомци Алана, познати као Осети стећи ће поново одређени облик политичке самоуправе тек у време Совјетског Савеза у 20. веку, када ће добити две аутономне територије, Северну Осетију и Јужну Осетију. Северној Осетији ће 1994. године бити промењено име у Северна Осетија — Аланија.

## Владари
Владари Аланије:
- Дургулел Велики (око 1000. године)
- Јасинија (око 1100. године)
- Атон Багратуни (око 1125. године)
- Худан (око 1150. године)
- Суарн (око 1170. године)
- Давид Сослан (1189—1207)
- Владислав (око 1200. године)
- Ханхуси (око 1250. године)